# Norwegian
 Der er for få eller ingen kildehenvisninger i denne artikel, hvilket er et problem. Du kan hjælpe ved at angive troværdige kilder til de påstande, som fremføres i artiklen.

Norwegian Air Shuttle, bedre kendt som Norwegian, er et norsk lavprisflyselskab, som flyver til flere destinationer fra og i Norden til resten Europa. Selskabet er det største lavprisflyselskab i Danmark.
Flyselskabet opererede per september 2021 51 flyvemaskiner af typen Boeing 737-800 Next Generation (NG). Selskabets administrerende direktør per 2021 er Geir Karlsen.

## Historie

### Pilotstrejke 2015
I marts 2015 blev Norwegian ramt af en pilotstrejke som medførte store forsinkelser hos flyselskabet og flere afgange blev også aflyst. 650 piloter lagde pres på Norwegian ved at nedlægge arbejdet, da de frygtede at det skandinaviske datterselskab som de var ansat i blev nedlagt, og at de i stedet blev ansat i et nyt selskab med dårligere kontrakter for piloter.

### COVID-19-pandemien
På grund af omfattende rejserestriktioner pålagt af myndighederne over hele verden var Norwegian, sammen med resten af den globale luftfartsbranche, hårdt ramt af COVID-19-pandemien. Selskabet gennemgik i den forbindelse en betydelig rekonstruktion, hvor selskabets kreditorer gik med til en betydelig sænkelse af gælden, samtidig med at selskabet indhentede ny kapital på Oslo Børs. 

## Flåde

### Flåde
Fra maj 2022 består Norwegian Air-Shuttle-flåden ekskl. datterselskaber, af følgende fly:[kilde mangler]
| Flytype          | I drift | Ordrer | Passagerer | Noter                      |
| ---------------- | ------- | ------ | ---------- | -------------------------- |
| Boeing 737-800   | 37      | -      | 186 189    |                            |
| Boeing 737 MAX 8 | -       | 59     | 189        | Leveringer begynder i 2022 |
| Total            | 37      | 59     |            |                            |